# كورتيس ونايت
كورتيس ونايت (بالإنجليزية: Curtis Knight)‏ هو موسيقي أمريكي، ولد في 9 مايو 1929 في فورت سكوت في الولايات المتحدة، وتوفي في 29 نوفمبر 1999 في ليليستاد في هولندا بسبب سرطان.

## وصلات خارجية
- كورتيس ونايت على موقع ميوزك برينز (الإنجليزية)
- كورتيس ونايت على موقع ميوزك برينز (الإنجليزية)
- كورتيس ونايت على موقع ديسكوغز (الإنجليزية)
- كورتيس ونايت على موقع ديسكوغز (الإنجليزية)